# Guadalupe Victoria, San Pablo Tijaltepec
Guadalupe Victoria är en ort i Mexiko.   Den ligger i kommunen San Pablo Tijaltepec och delstaten Oaxaca, i den sydöstra delen av landet, 300 km sydost om huvudstaden Mexico City. Guadalupe Victoria ligger 2 188 meter över havet och antalet invånare är 123.
Terrängen runt Guadalupe Victoria är kuperad åt nordväst, men åt sydost är den bergig. Terrängen runt Guadalupe Victoria sluttar österut. Runt Guadalupe Victoria är det glesbefolkat, med 14 invånare per kvadratkilometer. Närmaste större samhälle är Villa Chalcatongo de Hidalgo, 8,1 km väster om Guadalupe Victoria. I omgivningarna runt Guadalupe Victoria växer huvudsakligen savannskog.